# Union des Églises protestantes
L’Union des Églises protestantes (en allemand : Union Evangelischer Kirchen ou UEK) est une organisation regroupant 12 églises réformées et églises protestantes unies d’Allemagne. Elles sont toutes membres de l’Église protestante en Allemagne (EKD).

## Églises membres
- Église régionale protestante d'Anhalt (Evangelische Landeskirche Anhalts), église unie.
- Église protestante du Pays de Bade (Evangelische Landeskirche in Baden), église unie.
- Église protestante Berlin-Brandebourg-Haute Lusace silésienne (Evangelische Kirche in Berlin-Brandenburg-schlesische Oberlausitz), église unie.
- Église protestante de Brême (Bremische evangelische Kirche), église unie.
- Église protestante en Hesse et Nassau (Evangelische Kirche in Hessen und Nassau), église unie.
- Église protestante de Hesse électorale-Waldeck (Evangelische Kirche von Kurhessen-Waldeck), église unie.
- Église du pays de Lippe (Lippische Landeskirche), église réformée.
- Église protestante en Allemagne centrale (Evangelische Kirche in Mitteldeutschland), église unie.
- Église protestante du Palatinat (église régionale protestante) (Evangelische Kirche der Pfalz (Protestantische Landeskirche)), église unie.
- Église protestante en Rhénanie (Evangelische Kirche im Rheinland (EKiR)), église unie.
- Église protestante de Westphalie (Evangelische Kirche von Westfalen), église unie.
- Église protestante réformée (Allemagne) (Evangelisch-reformierte Kirche (Landeskirche)), église réformée.

Ont un statut d’invité :
- Église protestante luthérienne d'Oldenbourg (Evangelisch-lutherische Kirche in Oldenburg), église luthérienne.
- Église protestante luthérienne en Wurtemberg (Evangelische Landeskirche in Württemberg), église luthérienne.
- Église protestante luthérienne en Allemagne du Nord (Evangelisch-Lutherische Kirche in Norddeutschland)
- Reformierter Bund

## Historique
L’UEK a été fondée le 1er juillet 2003, elle est héritière de l’ancienne Église protestante de l'Union (Evangelische Kirche der Union, EKU). Le siège de l’organisation était à Berlin, mais pour des raisons structurelles, il a été déplacé à Hanovre au siège régional de l’Église évangélique d’Allemagne (EKD).